# Die Feuerspringer von Montana
Die Feuerspringer von Montana (Originaltitel: Red Skies of Montana) ist ein Film von Joseph M. Newman aus dem Jahr 1952 mit Richard Widmark in der Hauptrolle. Der Film hatte seine Weltpremiere am 20. Januar 1952.

## Handlung
Cliff Mason ist der Leiter der Feuerspringer, einer Spezialeinheit der Feuerwehr in Montana, die bei Waldbränden mit Fallschirmen über dem Einsatzgebiet abgesetzt werden, um das Feuer zu bekämpfen. Aufgrund eines traumatischen Zwischenfalls, bei dem der Rest seiner Gruppe ums Leben kam, ist er zeitweise unter Beobachtung und nicht im aktiven Dienst. An den Vorfall hat er keinerlei Erinnerung und er muss mit Selbstvorwürfen und den Zweifeln seiner Kameraden, insbesondere von Ed Miller, dem Sohn eines der getöteten Feuerwehrmänner, leben.
Bei einem erneuten Großbrand wird Cliff zusammen mit Ed aufgrund Personalmangels dennoch eingesetzt. Der Einsatz beginnt routinemäßig, spitzt sich jedoch zu, als stärker werdender, umlaufender Wind das Feuer weiter anfacht. Unter dem Misstrauen der Kameraden versucht Cliff seiner Pflicht nachzukommen und den Einsatz wie angeordnet durchzuführen. Vor die erneute Situation gestellt, kehrt allmählich seine Erinnerung zurück und er stellt fest, dass in Wahrheit der Feuerspringer Neff für den damaligen Vorfall verantwortlich war.
Falsche Einschätzungen und Fehlentscheidungen seitens der Einsatzleitung führen dazu, dass der Trupp vom Feuer eingeschlossen wird. Während einige Kameraden in der Flucht ihre Rettung suchen wollen, sieht Cliff die einzige Überlebenschance darin, seinen Leuten zu befehlen, sich im Waldboden einzugraben und das Feuer über sich hinwegtoben zu lassen. Es kommt zur Konfrontation mit Ed, der in dieser Entscheidung ein erneutes tödliches Versagen Cliffs sieht. Am Ende erweist sich die Vorgehensweise jedoch als richtig, und die Männer überleben die Katastrophe.

## Hintergrund
Die Feuerspringer (Smokejumper) gibt es auch in Wirklichkeit. In einigen Berichten wird auch erwähnt, dass der Film sich an einer realen Begebenheit orientiert, wobei hierbei unterschiedliche Vorfälle als Referenz herangezogen werden. Insbesondere wird die Katastrophe im Mann Gulch genannt, bei der 13 Männer einer 16-köpfigen Mannschaft starben.

## Kritiken
- Lexikon des internationalen Films: Packender semidokumentarischer Film mit überflüssigen Krimi-Elementen, aber technisch effektvoll ins Bild gesetzten Feuer-Sequenzen.[1]

- Insbesondere die Szenen des Waldbrandes werden in Zuschauerkritiken als sehr glaubwürdig herausgestellt.[2]